# Amazon MGM Studios
Amazon MGM Studios är ett amerikanskt produktionsbolag inriktat på TV- och filmproduktion samt serietidningar. Bolaget grundades i november 2010, som Amazon Studios, och ingår i företaget Amazon.
Bolaget tog sitt nuvarande namn 4 oktober 2023 efter sammanslagningen med MGM Holdings som Amazon förvärvat året innan.